# Olivea scitula
Olivea scitula är en svampart som beskrevs av Syd. 1937. Olivea scitula ingår i släktet Olivea och familjen Chaconiaceae.   Inga underarter finns listade i Catalogue of Life.